# Primorski slovenski biografski leksikon
Primorski slovenski biografski leksikon je izdajala Goriška Mohorjeva družba med letoma 1974 in 1994.

## Primorski slovenski biografski leksikon in GoriškaMohorjeva
Goriška Mohorjeva je izdala biografski leksikon, ki popisuje osebnosti, zaslužne za napredek duhovne kulture na Primorskem. Glede na Slovenski biografski leksikon so ga poimenovali bolj specifično. Kritike so padale na račun nepotrebnosti tega leksikona, češ da bi ga morala potemtakem imeti vsaka slovenska pokrajina. Toda Tržaška, Goriška, Benečija in Istra so v tem pogledu vendarle nekaj posebnega, saj so od narodnega prebujanja 1848 imele svojo politiko, stranke in časopise, od konca 1. svetovne vojne pa so bile pod italijansko oblastjo. S tem se je možnost kulturnega in političnega delovanja zmanjšala. Primorci so morali »narodno preživeti«. 
Uredniki so zbirali drobce in gradivo za obsežen mozaik primorskega kulturnega, gospodarskega in političnega življenja. V leksikon so tako uvrščeni ljudje, ki so živeli in delovali na območju Istre, Benečije, Tržaške, Primorske, Goriške, dela Notranjske, Kanalske doline in Rezije ter tudi v Italiji rojeni in delujoči Slovenci. Opisanih je tudi nekaj Italijanov iz teh krajev – bodisi so Sloveniji koristili ali škodili. Pomen predstavljenih oseb je razviden iz vsebine člankov in ne iz njihove dolžine. 

### Začetki nastajanja
Leta 1949 je Stanko Stanič, predsednik Goriške Mohorjeve, predlagal pripravo knjige Obrazi naših mož, ki naj bi vsebovala krajše življenjepise tudi manj znanih kulturnih delavcev na Primorskem. Dela se zaradi prezaposlenosti ni nikoli lotil. Ko je drugič predlagal izdajo podobne knjige, je ni uresničil zaradi smrti (1955). Na seji 1965 je Anton Kacin opozoril na potrebo, da se končno le izda Galerija primorskih likov, to je kratkih življenjepisov zaslužnih primorskih osebnosti, vsaj od leta 1900 dalje. Leta 1971 je novogoriški bibliotekar in publicist Marijan Brecelj predstavil odboru Goriške Mohorjeve družbe načrt za Primorski slovenski biografski leksikon in zanj že sestavil geslovnik. Delo naj bi bilo podobno Slovenskemu biografskemu leksikonu, popisalo pa naj bi osebnosti, ki so bile pomembne za »primorskega človeka« ter tiste, ki zaradi nepomembnosti na splošni slovenski ravni niso prišle v Slovenski biografski leksikon, so pa zaslužne za Primorsko. Odbor je predlog sprejel leta 1972 in sklenil, naj delo izhaja v snopičih vsako leto, skupaj z vsakoletnimi mohorjevkami. Knjižni načrt so poleg Breclja sestavljali še Klinec (tajnik Goriške Mohorjeve) na Goriškem in Kacin na Tržaškem – pridružil se jim je še Jevnikar. Organizacijske naloge je opravljala Marija Češčutova. Od urednika Slovenskega biografskega leksikona, Alfonza Gspana, so pridobili dovoljenje za prenos gradiva iz že obstoječega leksikona. 
V letu, ko je minevala petdesetletnica izida prvih knjig Goriške Mohorjeve (1924), je 1974 izšel prvi snopič Primorskega slovenskega biografskega leksikona v nakladi 2400 izvodov. 19 sodelavcem 1. snopiča se je pridružilo 10 novih. V 5. snopiču je število sodelavcev naraslo na 49, v času nastajanja pa je svoje sodelavce tudi izgubljal. 20 snopičev v štirih knjigah je tako izhajalo vse do leta 1994.

### Zgradba leksikona
Leksikon je faktografski, zasnovan je »demokratično neodvisno«. Za glavno načelo pri izdelavi so imeli »odprto širino«, kar pomeni, da so vsakega, ki je kakorkoli pripomogel k napredku duhovne kulture in je pustil sled za seboj, uvrstili v leksikon ne glede na njegovo politično oziroma versko pripadnost; s tega stališča jih tudi niso ocenjevali. Vzdržali so se odobravanja ali obsojanja osebnosti ter njihovih del. V sklepni besedi ob 20. snopiču so zapisali, da »skuša biti karseda popoln in ves čas ga vodita resnica in zgodovinska dejstva«. Vsa gesla so obdelana po istem vzorcu: življenje, delo in na koncu literatura, ki govori o obravnavani osebnosti. Vidnejše, že umrle osebnosti, imajo v leksikonu tudi svojo sliko, slikarji pa reprodukcijo kakega njihovega dela.

### Tehnični podatki
1. snopič: 1974 A – BARTOL

2. snopič: 1975 BARTOL – BOR

3. snopič: 1976  BOR – ČOPIČ 

4. snopič: 1977  ČOTAR – FOGAR

5. snopič: 1978  FOGAR – GRABRIJAN

6. snopič: 1979  GRAČAR – HAFNER

7. snopič: 1981  HAFNER – JUVANČIČ 

8. snopič: 1982  KACIN – KRIŽNAR

9. snopič: 1983  KRIŽNIČ – MARTELANC

10. snopič: 1984  MARTELANC – MERSA 

11. snopič: 1985  OMERSA – PIRJEVEC 

12. snopič: 1986  PIRJEVEC – REBULA

13. snopič: 1987  REBULA – SEDEJ

14. snopič: 1988  SEDEJ – SUHADOLC

15. snopič: 1989  SUHADOLC – THEUERSCHUH

16. snopič: 1990  TIČ – VELIKONJA

17. snopič: 1991  VELIKONJA – ZEMLJAK

18. snopič: 1992  ZGAGA – ŽVANUT in dodatek A – B

19. snopič: 1993  dodatek  B – L

20. snopič: 1994  dodatek  M – Ž
V štirih knjigah je skupaj 3483 gesel na 2370 straneh, v Dodatku pa še 946 gesel na 441 straneh.
1. knjiga: 1–7  606 strani, 922 gesel
2. knjiga: 8–11 692 strani, 1073 gesel
3. knjiga: 12–15 648 strani, 921 gesel
4. knjiga: 16–20 424 strani, 567 gesel

### Uredniški odbor
Albert Rejec,
Aldo Rupel,
Alojz Tur,
Alojz Vetrih,
Amalia Petronio,
Anastazij Bajuk,
Andrej Bratuž,
Andrej Franko,
Andrej Kobal,
Andrej Malnič,
Andrej Šavli,
Angel Kosmač,
Anka Benedetič,
Anton Prijatelj,
Bernarda Perc,
Blaž Resman,
Bogdan Kolar,
Bojan Godeša,
Boleslav Simoniti,
Boris Mlakar,
Boris Sancin,
Borut Uršič,
Božo Jakovljević,
Božo Zuanella,
Branko Lušina,
Branko Marušič,
Bruno Hartman,
Budal Lučana,
Ciril Kren,
Ciril Sorč,
Damijan Guštin,
Damjana Ivančič,
Dana Praprotnik Možina,
Darinka Košuta,
Diomira Fabjan Bajc,
Drago Bajc,
Drago Klemenčič,
Drago Sedmak,
Drago Svoljšak,
Edvilijo Gardina,
Emil Devetak,
Emilijan Cevc,
Erik A. Kovačič,
Ervin Dolenc,
Eva Holz,
Ferdo Šerbelj,
Filip Sedmak,
Franc Čotar,
Franc Kodrič,
Franc Kralj,
France Adamič,
Fulvio Salimbeni,
Gorazd Marušič,
Hubert Močnik, 
Igor Tuta,
Irena Mislej,
Ivan Artač,
Ivan Sirk,
Ivan Vogrić,
Ivana Bizjak,
Ivana Leskovec,
Ivo Jevnikar,
Jakob Kandut,
Janez Dolenc,
Janez Šumrada,
John A. Arnež,
Jože Cotar,
Jože Koren,
Jože Kunčič,
Jože Markuža,
Jože Prešeren,
Jožko Kragelj,
Jožko Vetrih,
Jurij Fikfak,
Karla Kofol,
Karlo Mučič,
Kazimir Humar,
Kazimira Blažič,
Klara Gorjan,
Lejla Rehar Sancin,
Lida Debelli Turk,
Lilijana Trampuž,
Ljubomir Andrej Lisac,
Lojzka Bratuž,
Luciano Chibudini,
Lucijan Drole,
Lučana Budal,
Maja Lapornik Pelikan,
Maks Šah,
Marija Češčut,
Marija Raunik,
Marija Vogelnikova,
Marijan Ozvald,
Mariza Perat,
Marijan Bajc,
Marijan Kravos,
Marjeta Kranner,
Marko Kravos,
Marko Tavčar,
Marko Vuk,
Martin Brecelj,
Martin Jevnikar,
Milica Kacin Wohinz,
Milko Matičetov,
Milko Rener,
Minka Pahor,
Mirko Humar,
Mirko Rijavec,
Miro Lojk,
Mojca Uršič,
Nadja Pahor Verri,
Nelida Silič Nemec,
Nevin Birsa,
Oskar Simčič,
Pavel Budin,
Pavle Merku,
Petar Strčić,
Peter Krečič,
Peter Stres,
Peter Šorli,
Robert Petaros,
Roman Savnik,
Rudolf Klinec,
Samo Bevk,
Sandi Sitar,
Sergej Pahor,
Slavica Plahuta,
Slavko Tuta,
Snježana Hozjan,
Teofil Simčič,
Tomaž Pavšič,Tomaž Simčič,
Tone Požar,
Tone Rutar,
Tosja Kozina,
Valerija Glavič,
Verena Koršič,
Vojko Čeligoj,
Xenia Majovski,
Zoltan Jan,
Zorko Harej.